# Bacurituba
Bacurituba là một đô thị thuộc bang Maranhão, Brasil. Đô thị này có diện tích 674,512 km², dân số năm 2007 là 5434 người, mật độ 8,06 người/km².